# Mallota anniae
Mallota anniae är en tvåvingeart som beskrevs av Manuel A. Zumbado 2002. Mallota anniae ingår i släktet hålblomflugor, och familjen blomflugor.
Artens utbredningsområde är Costa Rica. Inga underarter finns listade i Catalogue of Life.